# Народный Комиссариат труда Дагестанской АССР
Народный Комиссариат труда Дагестанской АССР, Наркомат труда ДАССР — орган государственного управления, осуществлявший регулирование условий труда на территории Дагестанской АССР в 1920—1933 годах.

## Наименование
| Название                                                               | Местонахождение   | Начальная дата | Конечная дата |
| ---------------------------------------------------------------------- | ----------------- | -------------- | ------------- |
| Отдел труда революционного комитета Дагестанской области               | г. Темир-Хан-Шура | 26.04.1920     | 20.01.1921    |
| Народный Комиссариат труда Дагестанской АССР                           | г. Темир-Хан-Шура | 20.01.1921     | 14.05.1921    |
| Народный Комиссариат труда Дагестанской АССР                           | г. Буйнакск       | 14.05.1921     | 19.02.1922    |
| Народный Комиссариат труда Дагестанской АССР                           | г. Махачкала      | 19.08.1922     | 09.06.1927    |
| Народный Комиссариат труда и социального обеспечения Дагестанской АССР | г. Махачкала      | 09.06.1927     | 09.05.1930    |
| Народный Комиссариат труда Дагестанской АССР                           | г. Махачкала      | 09.05.1930     | 23.06.1933    |

## История
Образован на основании декрета ВЦИК «Об организации Дагестанской АССР» от 20 января 1921 года для проведения мероприятий по организации и оздоровлению труда в промышленности, регулированию вопросов заработной платы и снабжения народного хозяйства рабочей силой.
В декабре 1921 года в Наркомате функционировали отделы: учёта, мобилизации и распределения рабочей силы, трудовой повинности, по борьбе с трудовым дезертирством, организационно- инструкторский, охраны труда и общий отдел. Наркомат подчинялся Президиуму ЦИК и СНК ДАССР, Уполномоченному Наркомата труда РСФСР на Юго-Востоке России и Наркомату труда РСФСР.
В ведение наркомата входили окружные и городские отделы (камеры) труда. Ему подчинялись также биржа труда, тарифная комиссия, тарифный совет и Управление соцстраха.
20 сентября 1924 года Управление соцстраха в составе Наркомата было ликвидировано с передачей функций Дагестанской страховой кассе. Согласно положению от 8 июня 1925 года в структуру наркомата входили аппарат управления и коллегия при нём, общее управление, отделы: биржи труда, инспекции охраны труда, тарифно-экономический а также Дагестанская касса социального страхования.
Постановлением Президиума ЦИК и СНК ДАССР от 9 июня 1927 года Наркомат труда ДАССР и Наркомат социального обеспечения ДАССР были объединены в один Народный комиссариат труда и социального обеспечения ДАССР. Объединённый наркомат имел в своей структуре отделы: общий, охраны труда, биржи труда, соцобеспечения.
Постановлением Президиума ЦИК И СНК ДАССР от 9 мая 1930 года Народный комиссариат труда и социального обеспечения ДАССР был реорганизован в самостоятельный Народный комиссариат труда ДАССР и Управление государственным обеспечением при СНК ДАССР.
В январе 1932 года была проведена новая реорганизация наркомата, были созданы группы и сектора: сектор труда и кадров (цензовая и рыбная промышленность, строительство), группа сельского хозяйства и лесной промышленности, группа госучреждений, госторговли и кооперации, планово-экономический сектор, управление делами.
Постановлением ЦИК И СНК ДАССР от 23 июня 1933 года Наркомат труда был ликвидирован с передачей функций Дагестанскому совету профессиональных союзов.

## Руководители
- 1921 — 1925 Тахо-Годи, Алибек Алибекович (1892—1937)
- 1920-е  Ходак, Владимир Павлович (1892—1941)